# Cybaeus takachihoensis
Espèce
Cybaeus takachihoensis est une espèce d'araignées aranéomorphes de la famille des Cybaeidae.

## Distribution
Cette espèce est endémique de Kyūshū au Japon,. Elle se rencontre vers Takachiho dans la préfecture de Miyazaki.

## Description
Le mâle holotype mesure 3,33 mm et la femelle paratype 3,86 mm.

## Étymologie
Son nom d'espèce, composé de takachiho et du suffixe latin -ensis, « qui vit dans, qui habite », lui a été donné en référence au lieu de sa découverte, Takachiho.

## Publication originale
- Irie & Ono, 2010 : New spider species of the genera Masirana and Cybaeus (Araneae, Leptonetidae and Cybaeidae) from Kyushu, Japan. Bulletin of the National Museum of Nature and Science, Tokyo, sér. A, vol. 36, p. 101-106 (texte original).